# Jinghong

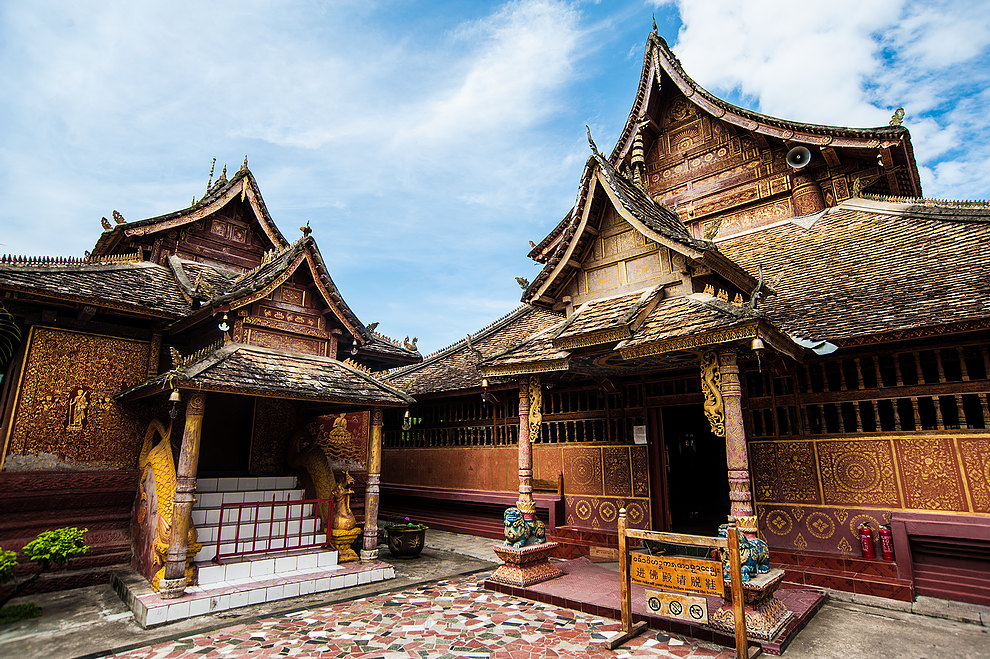
Tempel

Jinghong (Chinees: 景洪; pinyin: Jǐnghóng) is een stad gelegen in het uiterste zuiden van de provincie Yunnan, in het zuidwesten van de Volksrepubliek China. Het is de hoofdstad van de prefectuur Xishuangbanna.